# べにりあ (初代)
べにりあは、東日本フェリーが運航していたフェリー。

## 概要
三菱重工業下関造船所で建造され、1988年に青森 - 函館航路に就航した。就航後にはマイクロ波式波高計を設置し津軽海峡の年間の波高を計測し海象調査を行いその後のジェットフォイル「ゆにこん」就航に役立てられた。
その後、室蘭 - 八戸航路、苫小牧 - 八戸航路に転配、1995年、後続船の就航により引退した。
その後、海外売船され、韓国の大仁フェリーで大仁（DA IN）として仁川 - 大連航路に就航していたが、2015年5月、BIRYONG（元クルーズフェリー飛龍21）の就航により売却された。
Golden Bird 3として回航された後、2016年からインドネシアのPT Atosim Lampung ShippingでKMムティアラ・セントサIとして就航している。
2017年5月19日、スラバヤからマカッサルへ向かっていた本船は、中間地点のマサリエンブ島付近のジャワ海を航行中、車両甲板で火災が発生した。スプリンクラーが起動したが火災は他の甲板にも広がり、船長は総員退船を命じ、乗客と乗組員は救命ボートと救命筏に乗り移り、付近を航行中の船舶に救助された。インドネシアの救難当局によれば、この火災により5名が死亡、192名が救助されスラバヤに移送された。

## 設計
本船を1番船として3隻の同型船、びるご (2代)、べが (2代)、びるたすが建造された。
船首尾の中央と船首右舷にランプを装備する。
内装は同時期の「ばるな」とともに、フェリー業界で初めての試みとして造船と内装を分離し清水建設に分離発注する形とした。

### 船内
Aデッキ
- 1等ツインルーム（2名×3室）
- レストラン
- ゲームコーナー
- 展望室

Bデッキ
- 1等洋室（4名×7室）
- 1等和室（5名×6室）
- 1等和洋室（4名×5室）
- 2等室（通常7室、婦人専用1室）
- ドライバーズルーム（2室）
- エントランスホール
- 売店・案内所
- 浴室
- 喫煙コーナー
- ドライバー浴室

C・Dデッキ
- トラック甲板

E・Fデッキ
- 乗用車甲板